# Luke's Double
Luke's Double é um curta-metragem norte-americano de 1916, do gênero comédia, estrelado por Harold Lloyd. É um filme perdido.

## Elenco

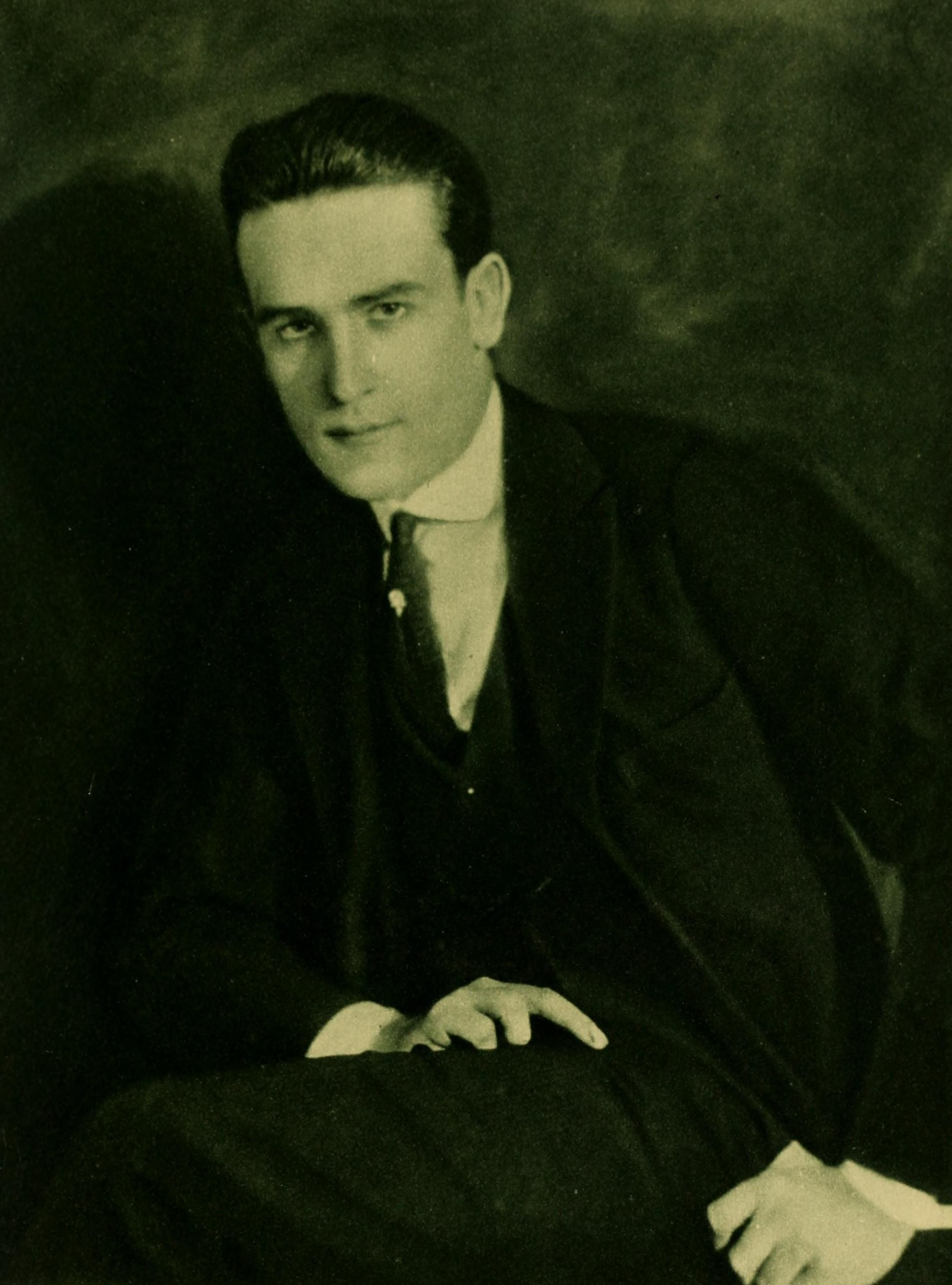
Harold Lloyd

- Harold Lloyd como Lonesome Luke
- Bebe Daniels
- Snub Pollard
- Gaylord Lloyd
- Sammy Brooks
- Bud Jamison
- Charles Stevenson